# Niemand wil je als je ongelukkig bent
Niemand wil je als je ongelukkig bent is een single van Marva. Het is afkomstig van haar album De verliefden van het jaar. Het is een van de achttien singles die Marva in de BRT Top 30 wist te zingen. In Nederland haalde geen enkele single de hitparades. Voor deze single was trouwens de hitnotering in België met één week wel erg summier. Het lied is geschreven door Will Tura en Nelly Byl, die diezelfde week ook met Alle dagen Kerstmis in de lijst stonden.

## BelgischeBRT Top 30
| Hitnotering: 5-1-1974 t/m 11-1-1974 | Hitnotering: 5-1-1974 t/m 11-1-1974 | Hitnotering: 5-1-1974 t/m 11-1-1974 |
| Week:                               | 1                                   | uit                                 |
| ----------------------------------- | ----------------------------------- | ----------------------------------- |
| Positie:                            | 26                                  | uit                                 |